# Alter Beginenhof Gent

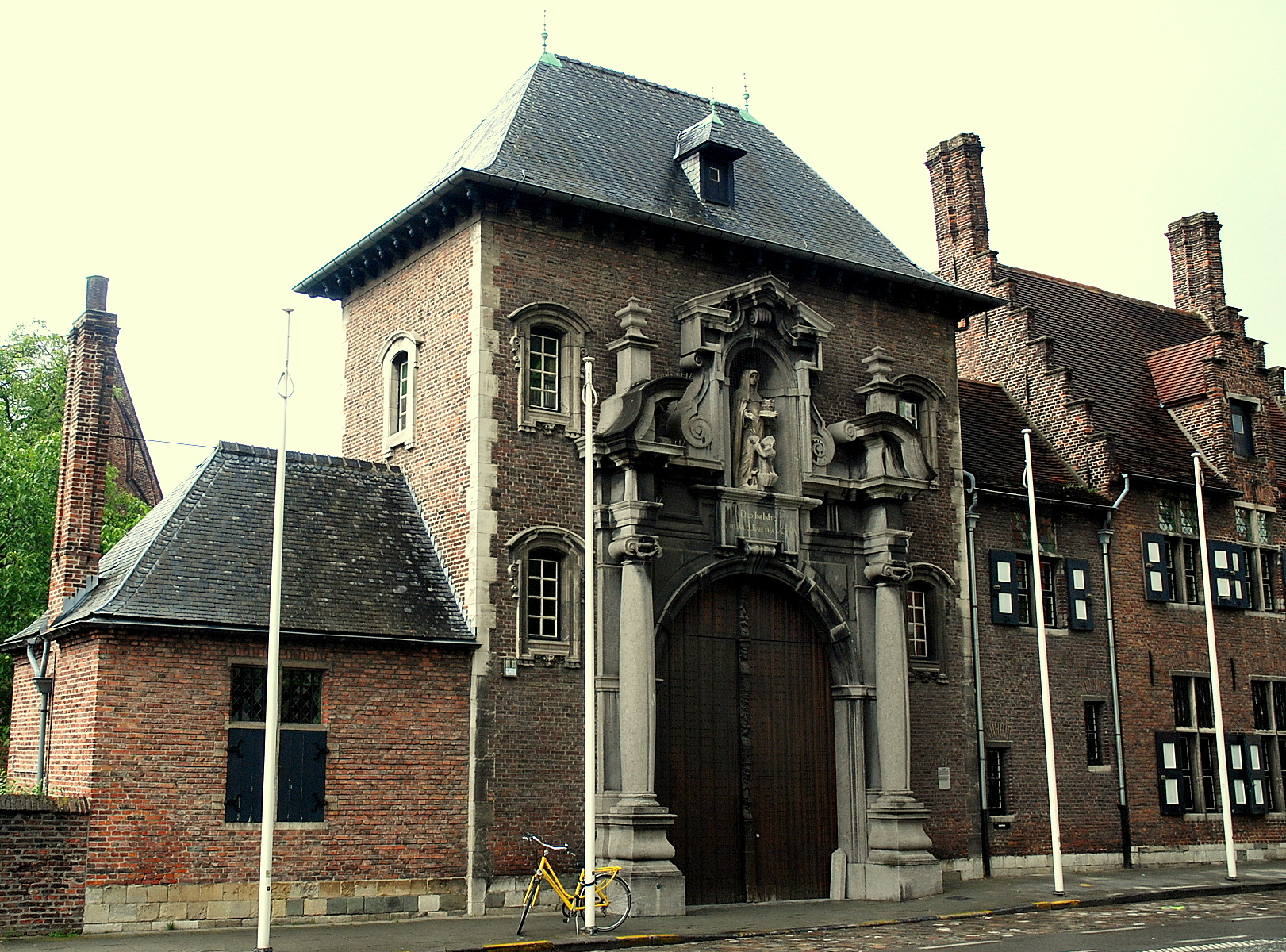
Eingangsbauwerk zum Alten Beginenhof Gent

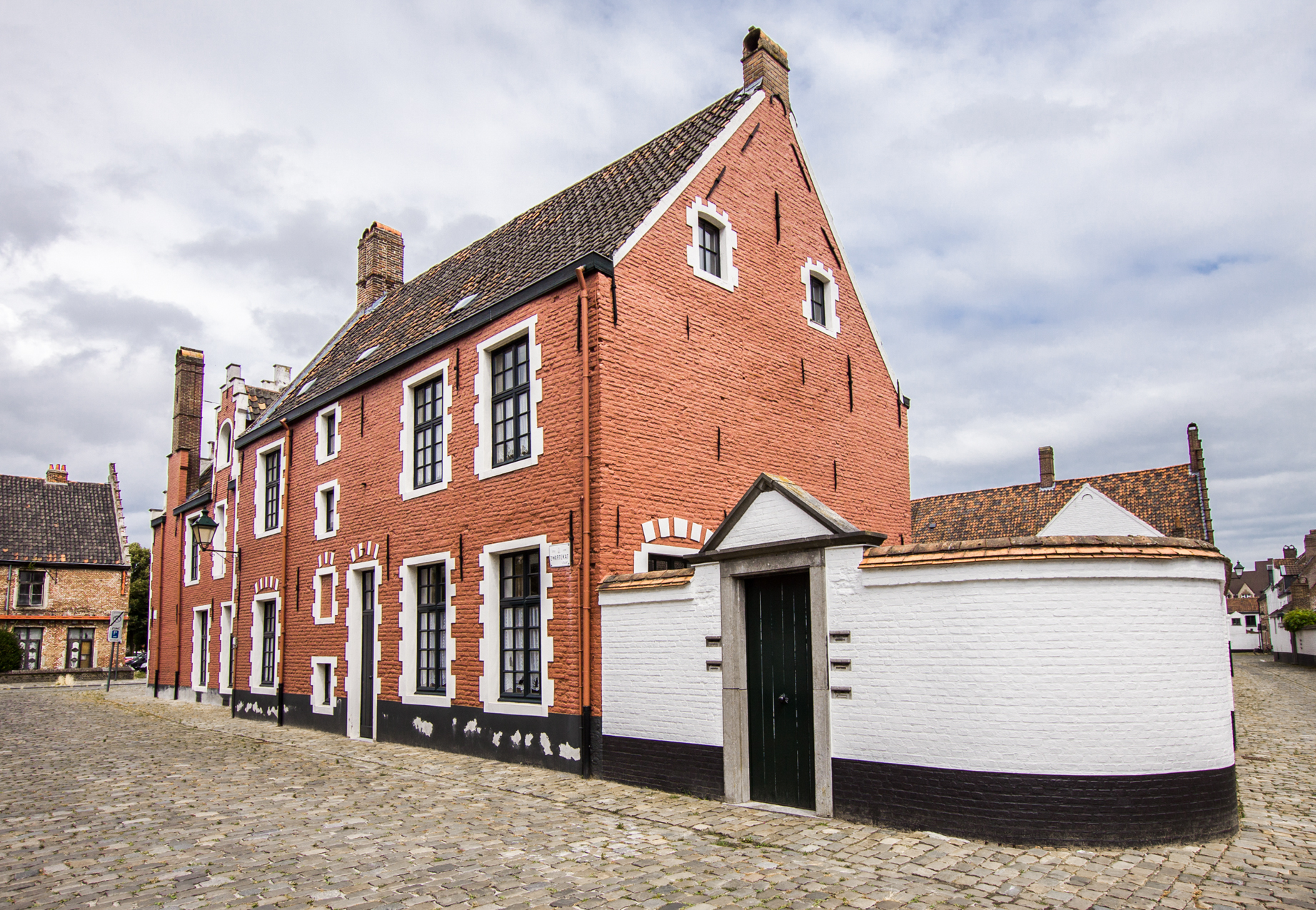
Zwartekatstraat

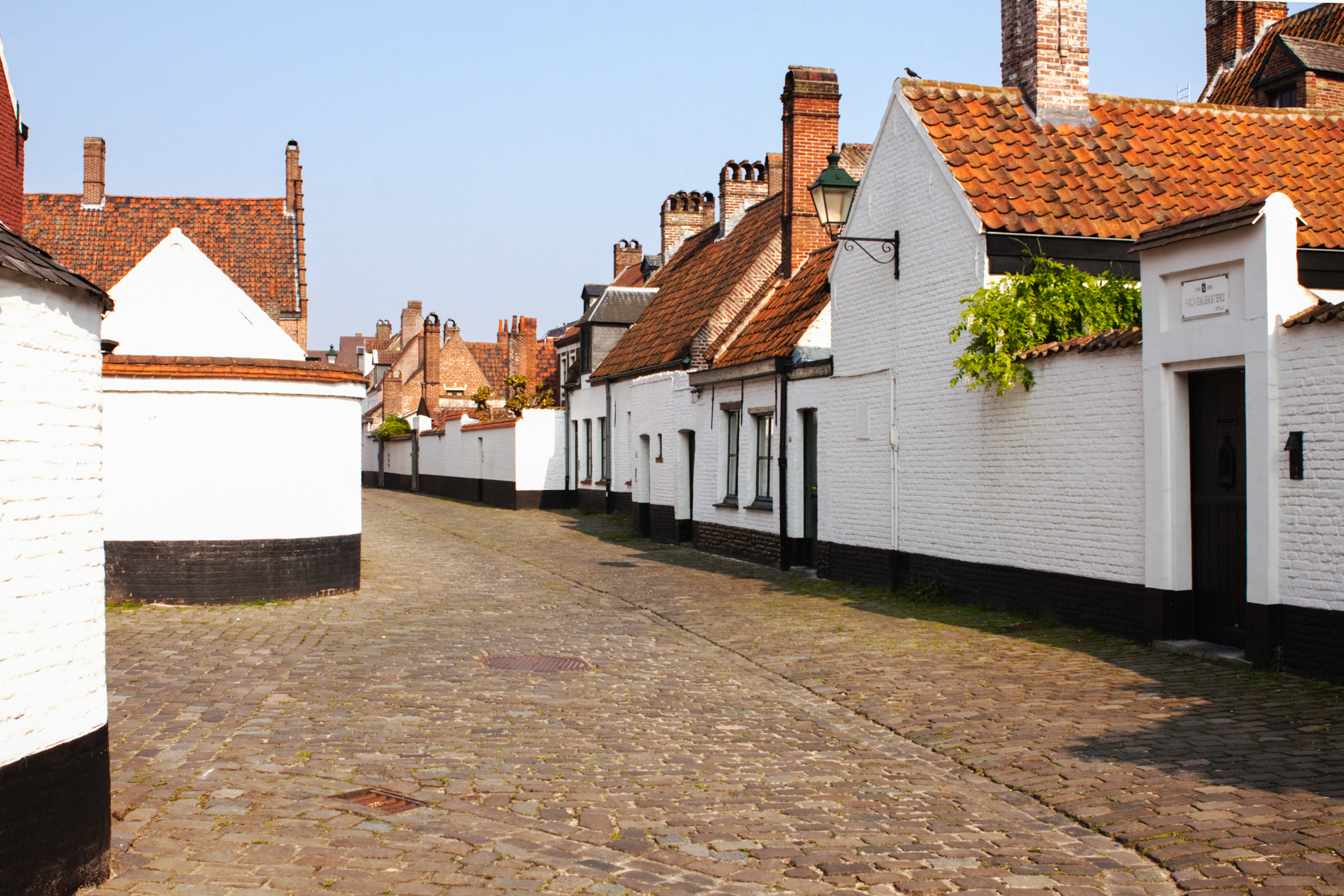
Provenierstersstraat

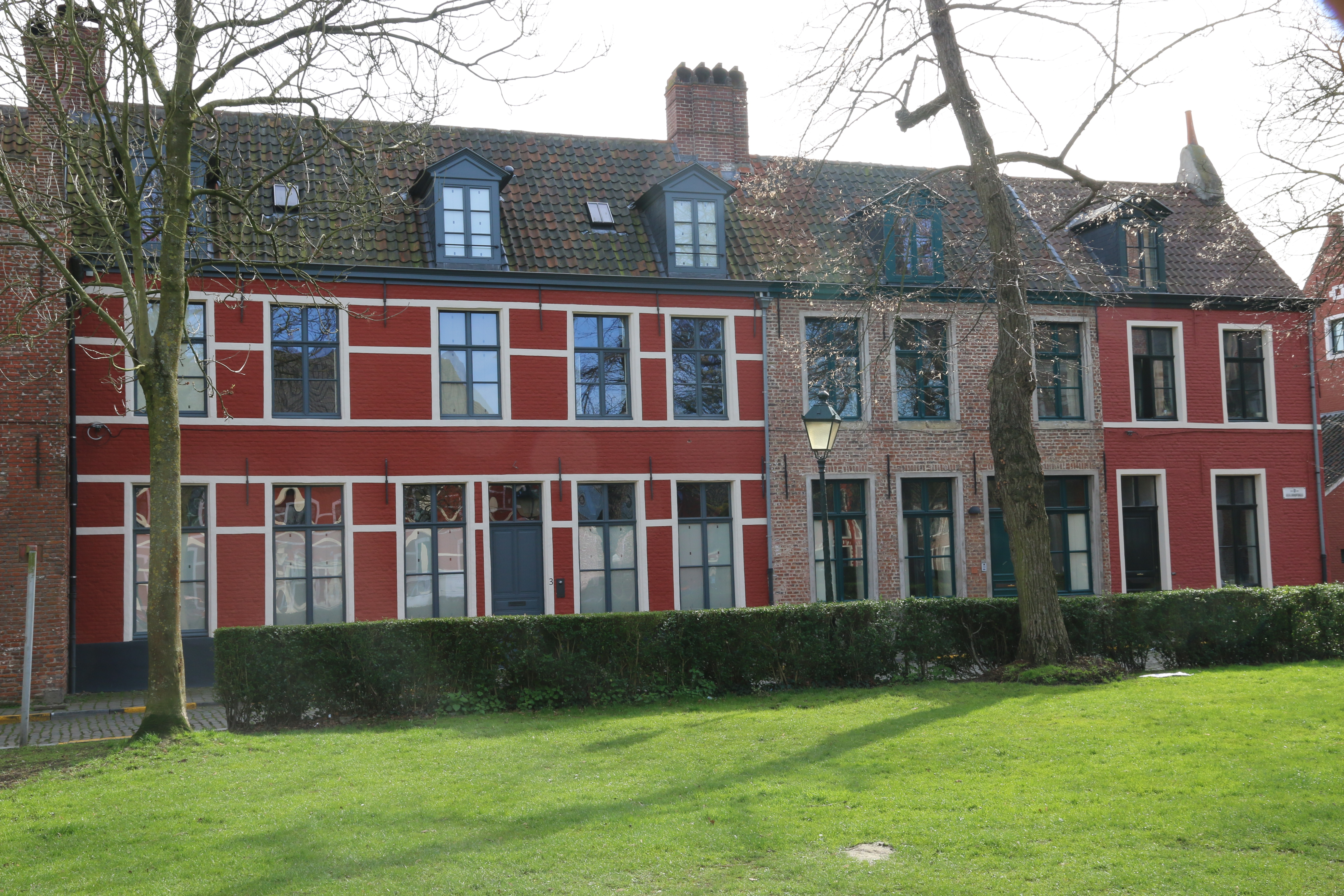
Häuser Ter Kruysdraeging, Sint-Livinus, Sint-Lucas

Der Alte Beginenhof Gent (niederländisch Oud Begijnhof Sint-Elisabeth) ist ein Beginenhof in der belgischen Stadt Gent. Der Große Beginenhof verdankt seinen Namen der Heiligen Elisabeth von Thüringen, die oft auch Elisabeth von Ungarn genannt wird.
Der Beginenhof wurde 1873 aufgegeben, um Platz für den neuen Großen Beginenhof Sint-Amandsberg außerhalb des Stadtzentrums zu schaffen. Die Stadt hat auch ihren eigenen Beginenhof Ter Hoye. Der Alte Beginenhof Sint-Elisabeth in Gent ist heute ein Wohngebiet und steht seit 1956 unter Landschaftsschutz und seit 1994 unter Denkmalschutz. Er befindet sich im nordwestlichen Teil des Genter Stadtzentrums in der Nähe des Rabot, zwischen Burgstraat und Begijnhoflaan. Ein auffälliges Gebäude im ehemaligen Beginenhof ist die Sint-Elisabeth-Kirche.

## Geschichte

### Gründung
Im 13. Jahrhundert zogen die Zisterzienserinnen von ihrem Klostergebäude in Onderbergen, neben der St.-Michaels-Kirche, in ihr neues Kloster mit Krankenstation, genannt „Haven van Maria“ oder „Toevlucht van Maria“, heute besser bekannt als Bijlokeabtei. Ihre neue Abtei verdankten sie der Intervention der Gräfin Johanna von Konstantinopel, Tochter von Balduin IX. von Flandern, die 1236 in Lille ein ähnliches Krankenhaus, das Hospice Comtesse, gegründet hatte.
Einige fromme Frauen (mulieres sanctae, mulieres religiosae, virgines continentes), die zunächst im Schatten des Klosters in Onderbergen lebten, um sich an der Krankenpflege zu beteiligen, zogen in die Nähe der Bijlokeabtei. Doch schon bald erhielten auch sie dank einer Konzession der Gräfin Johanna von Konstantinopel ein Stück Land, genauer gesagt ein von natürlichen Wasserläufen umgebenes Sumpfgebiet am Ende der Burgstraat.
Der Beginenhof von 1234 wuchs im Laufe der Jahrhunderte zu einer Beginenstadt heran, die aus einer Kirche, dem Haus der Großmeisterin, einem Siechenhaus, einer Siechenhauskapelle, 18 Gemeinschafts- und 103 Beginenhäusern, einem Bleichplatz und einem Obstgarten bestand.
Das Zusammentreffen mehrerer Umstände, wie die Französische Revolution (in deren Folge das Kircheneigentum in den Besitz der Gemeinden überging), die Machtübernahme durch eine liberale Stadtverwaltung in Gent, die industrielle Revolution (mit der Nachfrage nach billigen Arbeiterwohnungen) und die Idee der Stadtarchitekten, die Stadt Gent durch den Abriss des Beginenhofs zu öffnen, zwangen die Beginen schließlich dazu, in ein neues Baugebiet namens Großer Beginenhof Sint-Amandsberg, östlich des Stadtzentrums, umzuziehen. Unter anderem dank der (auch finanziellen) Bemühungen des Herzogs von Arenberg wurde dieser neue Beginenhof in Sint-Amandsberg in Rekordzeit innerhalb von zwei Jahren gebaut. Mehr als 600 Beginen zogen am 29. September 1874 ein.

### Nach 1874
Nach dem Weggang der Beginen wurden ihre Häuser und Konvente vom Wohlfahrtsverband OCMW an weniger wohlhabende Einwohner von Gent vermietet. Anfänglich investierten die Stadt und das OCMW wenig in die Renovierung und Modernisierung, so dass das Viertel dem allgemeinen Verfall preisgegeben war.
Nach und nach wehrten sich die wohlhabenderen Einwohner gegen den Verfall. Es wurden auch zunehmend Forderungen laut, das Viertel als wichtiges Kulturerbe zu erhalten und vor weiterem Verfall zu schützen. Infolge von Subventionen und privaten Initiativen erfuhr das Viertel ab 1984 sogar eine Gentrifizierung. Auch hier waren die Künstler die Pioniere. Constant Permeke, Albert Servaes und Frits Van den Berghe wohnten alle in der Van Akenstraat 7.

## Kirchengebäude

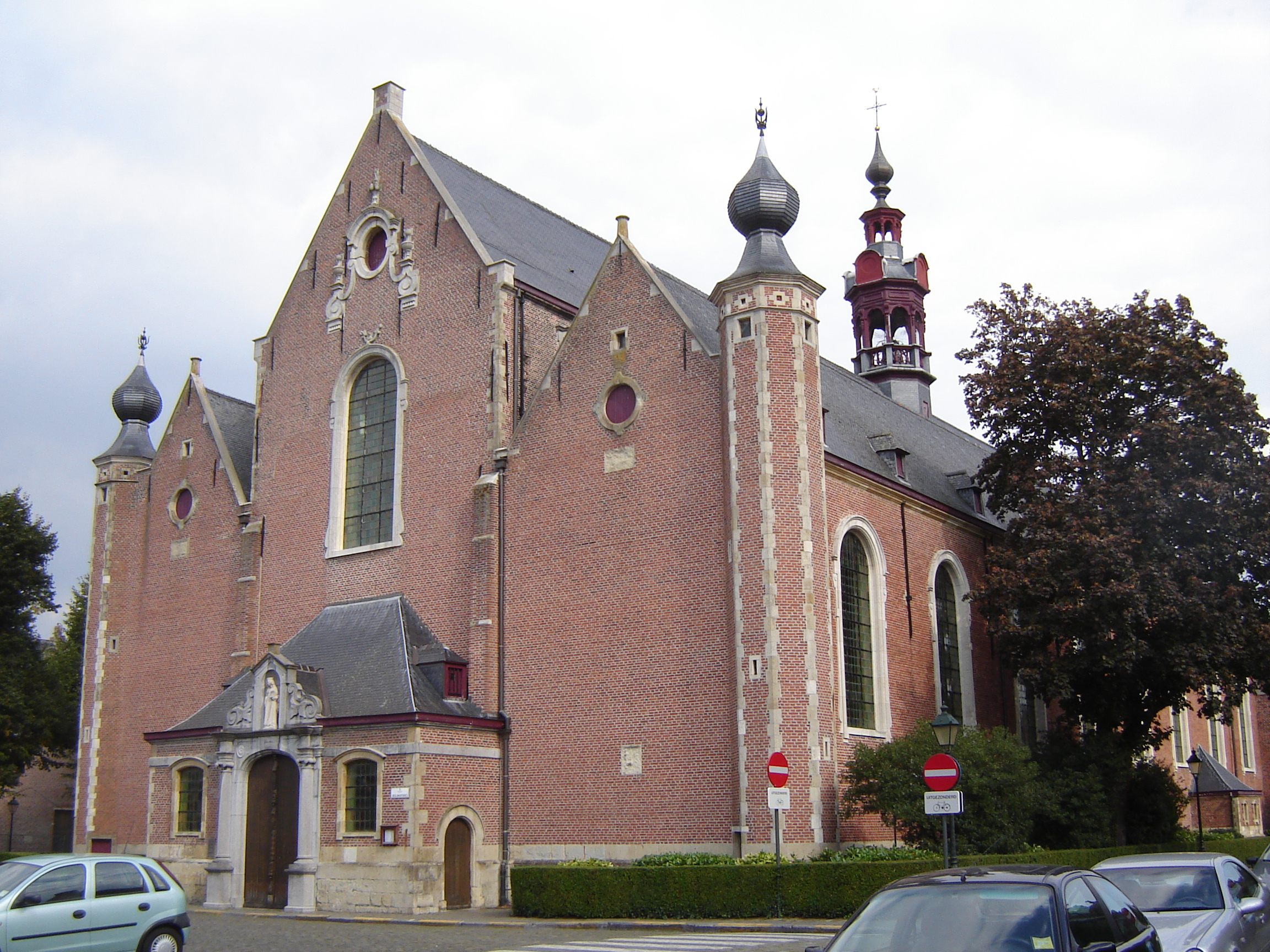
St.-Elisabeth-Kirche, Anglikanische Kirche

Im Englischen ist das Viertel allgemein als „Holy corner“ bekannt, weil es bis Ende 2015 vier verschiedene Kirchen beherbergte: die ehemals römisch-katholische und jetzt anglikanische St. Elizabeth’s Church (die frühere Beginenkirche), die orthodoxe Kirche des Heiligen Apostels Andreas (mit vielen russischsprachigen Gläubigen), beide in der Van Akenstraat, die protestantische Rabot-Kirche (auf den ehemaligen Bleichfeldern, also an der Grenze des ehemaligen Beginenhofs zum Stadtteil Rabot) und die anglikanische St. John’s Church, früher in der Boonenstraat (bis 2008) und in der benachbarten Theresianischen Straße (von 2008 bis Januar 2016).

### St.-Elisabeth-Kirche
Die Elisabeth-Kirche, die bis 1874 von Beginen genutzt wurde, wurde beim Umzug der Beginen zu einer Pfarrkirche. Im Jahr 2019 ist sie die Kirche der Anglikanischen Gemeinde St. John.
Ursprünglich stand hier ein einfacher Kirchenbau im Stil der Scheldegotik mit sechs Jochen, einem Schiff, zwei Seitenschiffen und einem Chor.
In der Zeit der Gegenreformation wurde die Kirche aufgrund der zunehmenden Beginenbevölkerung zweimal umgebaut (1636–1642 und 1682–1684), wodurch die Kirche das Aussehen einer Hallenkirche erhielt. Um den instabilen Kirchturm zu stützen, wurde das Kirchenschiff erhöht und ein Obergaden hinzugefügt.

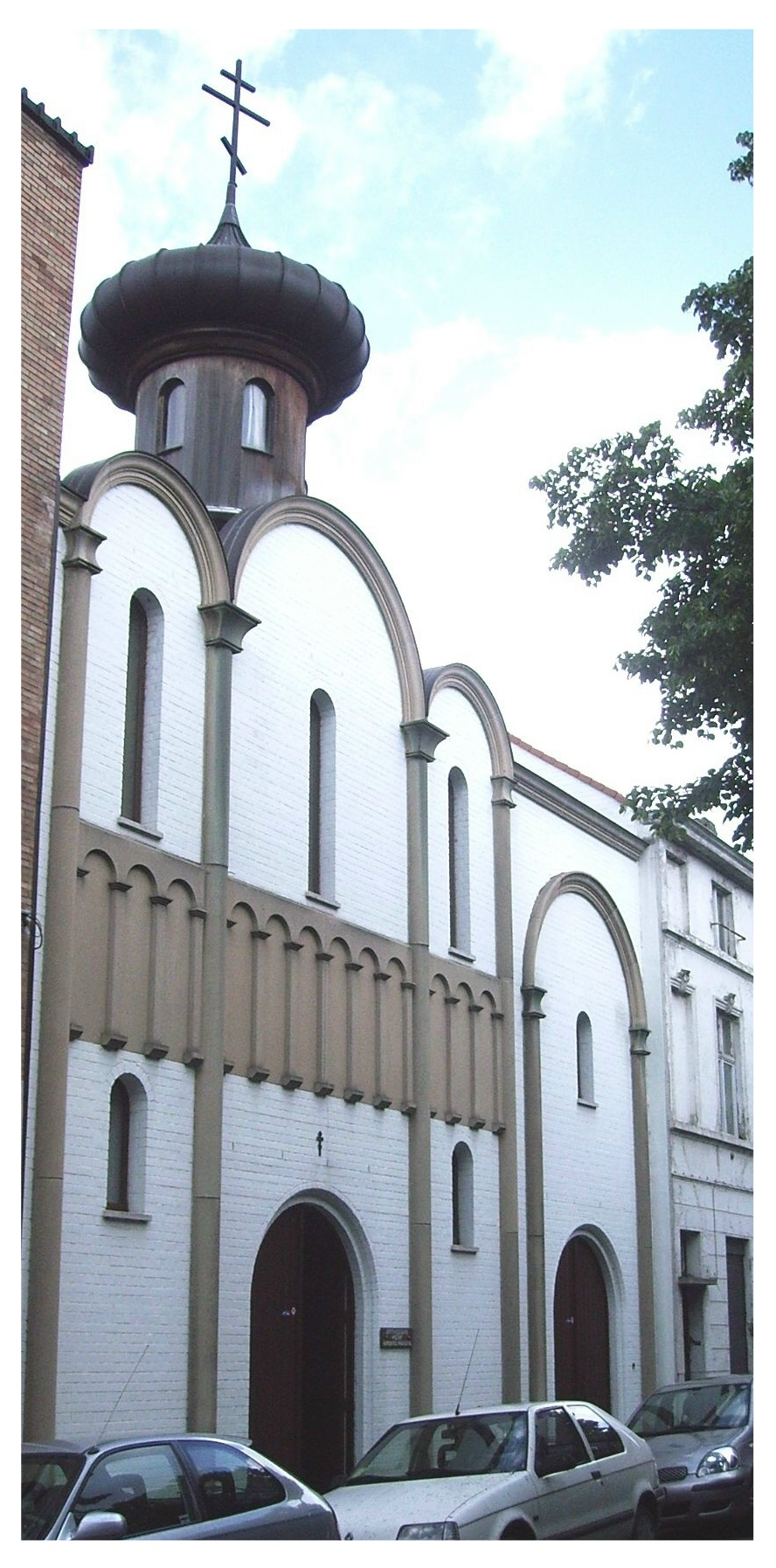
Orthodoxe Kirche Gent

### Apostel-Andreas-Kirche
Die Heilige Apostel-Andreas-Kirche im Alten Beginenhof Gent ist für orthodoxe Gottesdienste bestimmt und dem Apostel Andreas gewidmet.
1968 wurde ein Verein mit dem Namen Apostolos Andreas - Kontakte mit der Orthodoxie gegründet, der am 27. März 1972 in die Gründung der orthodoxen Gemeinde Gent mündete. Am 2. Mai 1972 erhielt die Gemeinde von der damaligen Kommission für öffentliche Hilfe die Genehmigung, ein leer stehendes Haus des Großen Beginenhofs Sint-Elisabeth in der Sophie van Akenstraat zu nutzen. Dieses Haus wurde in eine Kapelle umgewandelt.
In den 1990er Jahren wurde auf der anderen Straßenseite ein Ritz-Partyraum gekauft, die ehemalige Vermeire-Lebkuchenfabrik. Die Fabrik wurde teilweise abgerissen und zu einer Kirche umgebaut, die am 30. November 1997 geweiht wurde. Mönche des Klosters in Maldon, Essex, fertigten Mosaike mit den zwölf Aposteln an, die 2014 an der Fassade angebracht wurden.
Das Innere ist mit Fresken von bedeutenden Heiligen der orthodoxen Kirche sowie von lokal bekannten Heiligen wie Livinus, Amandus, Bavo und Veerle geschmückt.

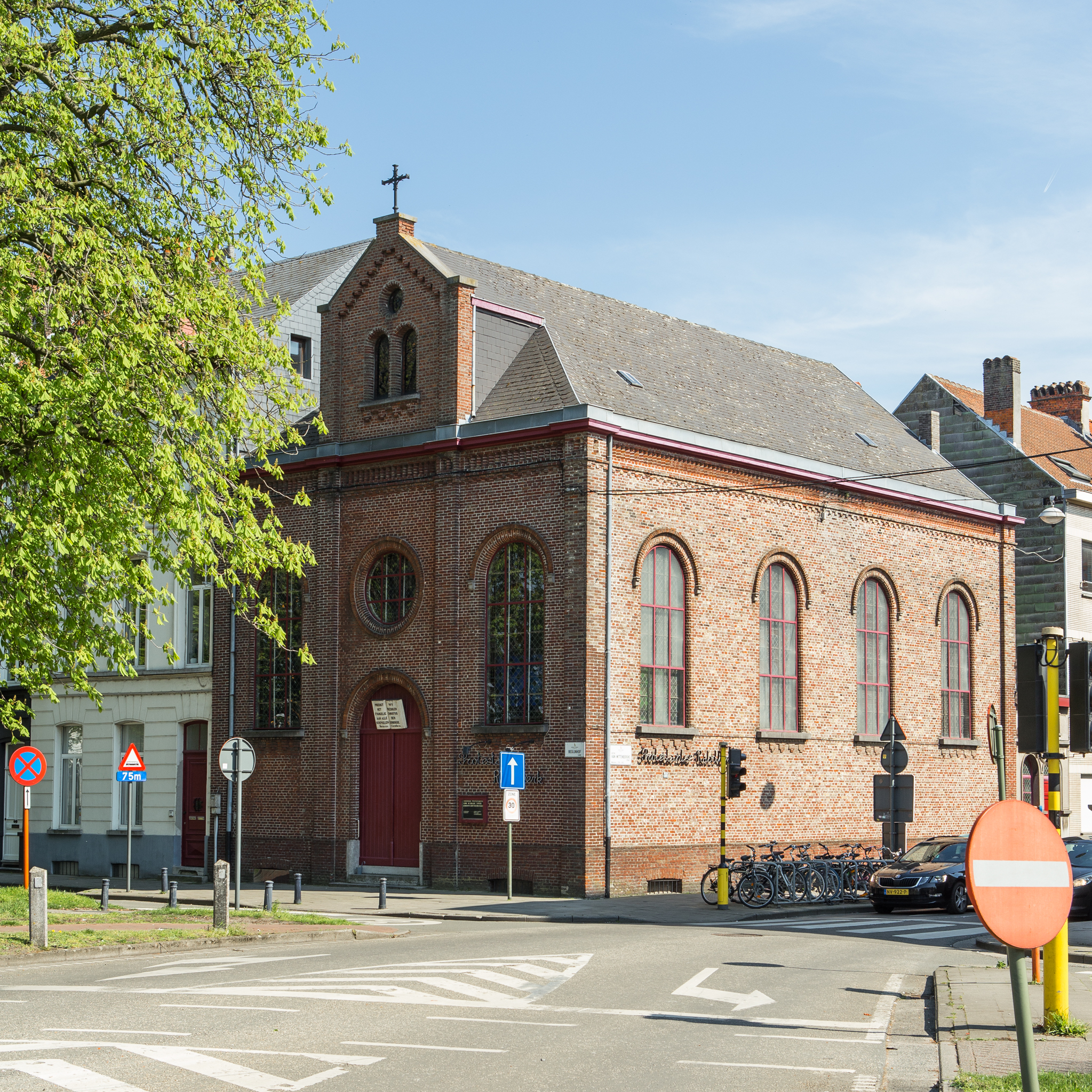
Rabotkerk (Gent)

### Protestantische Rabotkirche
Die Rabot-Kirche ist ein Kirchengebäude in der Begijnhoflaan. Das Gebäude befindet sich an der Grenze des ehemaligen Beginenhofs zum Stadtteil Rabot. Sie ist eine Kirche der Vereinigten Protestantischen Kirche in Belgien. Jeden Sonntag findet hier ab 10 Uhr ein Gottesdienst der evangelischen Gemeinde statt.
Das Gebäude ist aus Backstein erbaut und hat vier Joche. Die Fenster sind rundbogig und die Fassade ist durch Pilaster gegliedert.